# Siobhan Haughey
Siobhan Bernadette Haughey (ur. 31 października 1997 w Hongkongu) – hongkońska pływaczka specjalizująca się w stylu dowolnym i zmiennym, dwukrotna wicemistrzyni olimpijska, mistrzyni i rekordzistka świata na krótkim basenie.

## Kariera
W 2015 roku na mistrzostwach świata w Kazaniu w eliminacjach 200 m stylem zmiennym ustanowiła nowy rekord Hongkongu (2:13,07) i zakwalifikowała się do półfinału, w którym zajęła 14. miejsce. Na dystansie 100 m stylem dowolnym z czasem 54,95 uplasowała się na 18. pozycji.
Rok później, podczas igrzysk olimpijskich w Rio de Janeiro w wyścigu eliminacyjnym 200 m stylem dowolnym wynikiem 1:56,91 pobiła rekord swojego kraju i stała się tym samym pierwszą od 1952 roku pływaczką z Hongkongu, która zakwalifikowała się do półfinału olimpijskiego. W nim uzyskała czas 1:57,56 i zajęła 13. miejsce ex aequo z Amerykanką Missy Franklin.
Na mistrzostwach świata w Budapeszcie w 2017 roku na pierwszej zmianie sztafety 4 × 100 m stylem dowolnym ustanowiła nowy rekord Hongkongu (53,99). Na dystansie 200 m stylem dowolnym była piąta, na każdym etapie tej konkurencji poprawiając rekord swojego kraju. W finale uzyskała czas 1:55,96. Na 100 m stylem dowolnym uplasowała się na 14. pozycji (54,05).
Podczas uniwersjady w Tajpej zdobyła dwa złote medale w konkurencjach 100 i 200 m stylem dowolnym. Płynęła także w sztafecie kraulowej 4 × 100 m i na jej pierwszej zmianie z czasem 53,83 pobiła rekord Hongkongu.
W 2021 roku na igrzyskach olimpijskich w Tokio zdobyła srebrny medal na dystansie 200 m stylem dowolnym i czasem 1:53,92 pobiła rekord Azji. Dwa dni później wywalczyła srebro w konkurencji 100 m stylem dowolnym i ustanowiła nowy rekord Azji (52,27).
Trzy lata później podczas igrzysk olimpijskich w Paryżu na dystansie 200 m stylem dowolnym z czasem 1:54,55 zdobyła brązowy medal.

## Życie prywatne
Studiuje na University of Michigan.